# Porcieu-Amblagnieu
Porcieu-Amblagnieu és un municipi francès situat al departament de la Isèra i a la regió d'Alvèrnia-Roine-Alps. L'any 2007 tenia 1.482 habitants.

## Demografia

### Població
El 2007 la població de fet de Porcieu-Amblagnieu era de 1.482 persones. Hi havia 579 famílies de les quals 137 eren unipersonals (61 homes vivint sols i 76 dones vivint soles), 168 parelles sense fills, 232 parelles amb fills i 42 famílies monoparentals amb fills.
La població ha evolucionat segons el següent gràfic:
Habitants censats

### Habitatges
El 2007 hi havia 695 habitatges, 579 eren l'habitatge principal de la família, 56 eren segones residències i 60 estaven desocupats. 670 eren cases i 23 eren apartaments. Dels 579 habitatges principals, 485 estaven ocupats pels seus propietaris, 82 estaven llogats i ocupats pels llogaters i 12 estaven cedits a títol gratuït; 2 tenien una cambra, 19 en tenien dues, 69 en tenien tres, 181 en tenien quatre i 309 en tenien cinc o més. 454 habitatges disposaven pel capbaix d'una plaça de pàrquing. A 211 habitatges hi havia un automòbil i a 327 n'hi havia dos o més.

### Piràmide de població
La piràmide de població per edats i sexe el 2009 era:
| Homes | Edats   | Dones |
| ----- | ------- | ----- |
| 0     | 95 o +  | 4     |
| 0     | 90 a 94 | 0     |
| 4     | 85 a 89 | 12    |
| 4     | 80 a 84 | 8     |
| 24    | 75 a 79 | 28    |
| 8     | 70 a 74 | 28    |
| 32    | 65 a 69 | 36    |
| 36    | 60 a 64 | 36    |
| 56    | 55 a 59 | 24    |
| 28    | 50 a 54 | 52    |
| 44    | 45 a 49 | 28    |
| 36    | 40 a 44 | 60    |
| 56    | 35 a 39 | 48    |
| 48    | 30 a 34 | 40    |
| 36    | 25 a 29 | 44    |
| 28    | 20 a 24 | 24    |
| 52    | 15 a 19 | 40    |
| 32    | 10 a 14 | 48    |
| 56    | 5 a 9   | 32    |
| 24    | 0 a 4   | 48    |

## Economia
El 2007 la població en edat de treballar era de 938 persones, 703 eren actives i 235 eren inactives. De les 703 persones actives 638 estaven ocupades (365 homes i 273 dones) i 65 estaven aturades (24 homes i 41 dones). De les 235 persones inactives 82 estaven jubilades, 71 estaven estudiant i 82 estaven classificades com a «altres inactius».

### Ingressos
El 2009 a Porcieu-Amblagnieu hi havia 606 unitats fiscals que integraven 1.574 persones, la mediana anual d'ingressos fiscals per persona era de 17.250 €.

### Activitats econòmiques
Dels 68 establiments que hi havia el 2007, 7 eren d'empreses extractives, 1 d'una empresa alimentària, 8 d'empreses de fabricació d'altres productes industrials, 14 d'empreses de construcció, 14 d'empreses de comerç i reparació d'automòbils, 5 d'empreses de transport, 4 d'empreses d'hostatgeria i restauració, 2 d'empreses financeres, 1 d'una empresa immobiliària, 4 d'empreses de serveis, 2 d'entitats de l'administració pública i 6 d'empreses classificades com a «altres activitats de serveis».
Dels 21 establiments de servei als particulars que hi havia el 2009, 1 era una oficina de correu, 5 tallers de reparació d'automòbils i de material agrícola, 2 paletes, 1 guixaire pintor, 1 fusteria, 4 lampisteries, 4 electricistes, 1 perruqueria i 2 restaurants.
Dels 4 establiments comercials que hi havia el 2009, 1 era una fleca, 1 una peixateria i 2 botigues de material esportiu.
L'any 2000 a Porcieu-Amblagnieu hi havia 10 explotacions agrícoles que ocupaven un total de 276 hectàrees.

## Equipaments sanitaris i escolars
El 2009 hi havia 1 escola maternal i 1 escola elemental.

## Poblacions més properes
El següent diagrama mostra les poblacions més properes.